# Lichtgestalter

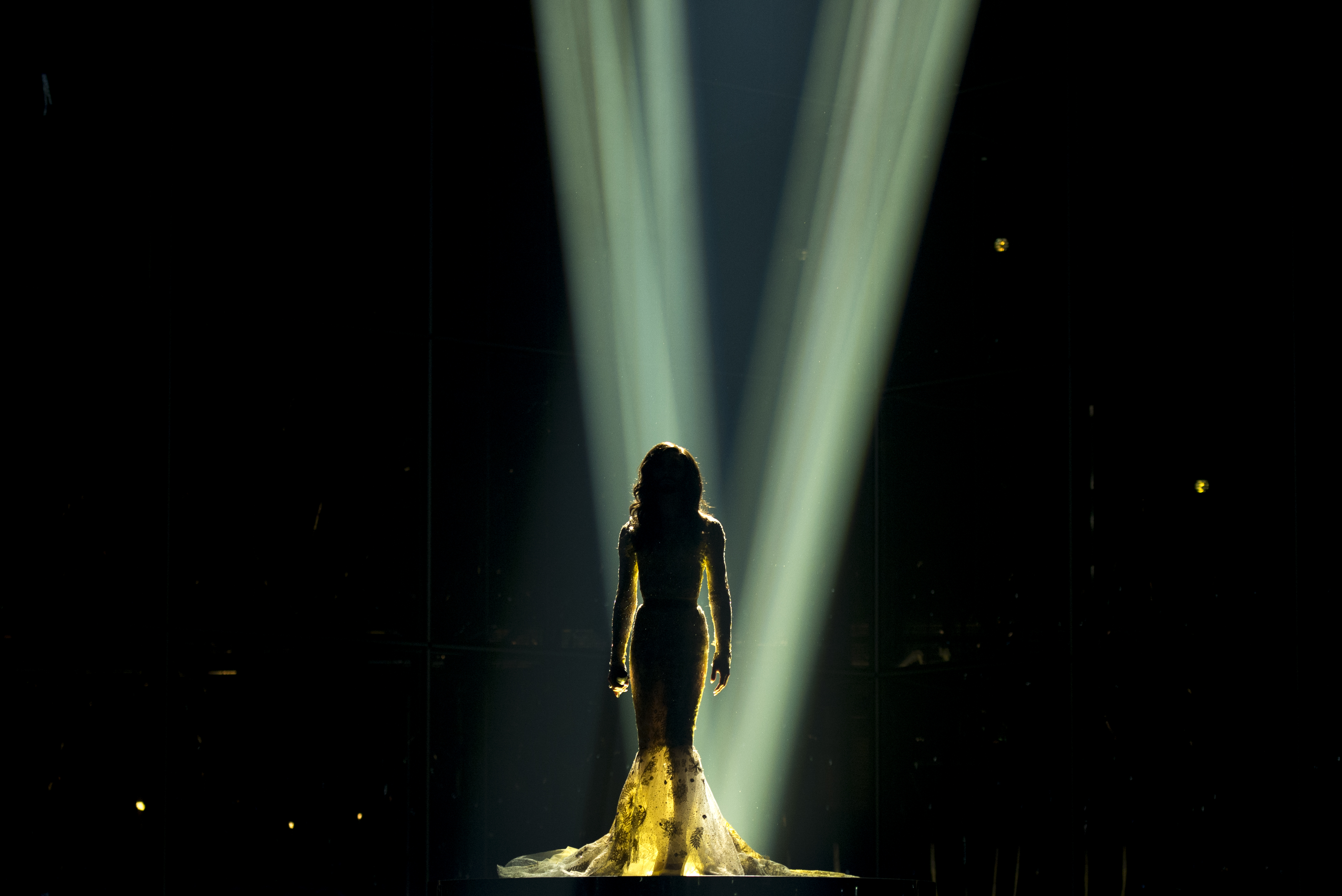
Stärker als das Bühnenbild dominieren oft Lichteffekte eine Show: Conchita Wurst beim Eurovision Song Contest 2014

Der Lichtgestalter (englisch: Lighting Designer) gestaltet die Beleuchtung der Bühnenbilder und der Darsteller in Opern- und Theateraufführungen, aber auch bei Shows, im Zirkus, bei der Eisrevue, Konzerten und Outdoor-Veranstaltungen, die nach Einbruch der Dämmerung stattfinden.
Der deutsche Berufsverband ist der Bund der Szenografen.

## Berufsbild
Ein Lichtgestalter beziehungsweise Lighting Designer darf nicht verwechselt werden mit einem Beleuchter oder dem Beleuchtungsmeister. Letztere haben einen eher handwerklichen Hintergrund. In den USA und England gibt es schon seit den 1960er Jahren professionelle Lighting Designer. Dort und inzwischen auch in Kontinentaleuropa ist ein Studium des Lighting Designs möglich.
In Europa setzte sich der künstlerisch-technische Beruf des Lichtgestalters erst in den 1990er Jahren und zögernd durch. Inzwischen ist die Lichtgestaltung oder Lichtdesign ein anerkannter Bestandteil einer Inszenierung. Der kreative Einsatz der Lichttechnik unterstützt dabei die künstlerische Aussageabsicht von Regisseur und Autor. Heute werden Lichtdesigner von Theaterproduktionen als Künstler angesehen und auch im Rahmen des Leading Teams (gemeinsam mit Regisseur und Ausstattern) auf den Programmzetteln erwähnt.
Lichtdesigner werden auch in der Architektur und Innenarchitektur eingesetzt, sowohl im Innen-, als auch im Außenbereich – sowohl aus Gründen der Ergonomie auch des Effekts.

## Ausbildung
Die Hochschule Wismar bietet in der Abteilung Architektur einen Masterstudiengang an. Das Brandi Institute for Light and Design in Hamburg bietet eine international ausgerichtete, berufsbegleitende Ausbildung für Lichtdesigner an. Das Programm ist konzipiert als Zusatzqualifikation für Architekten, Ingenieure und Innen- und Landschaftsarchitekten.
Des Weiteren bietet die Hochschule für angewandte Wissenschaften und Kunst in Hildesheim (HAWK) den Studiengang Lighting Design mit den Abschlüssen Bachelor und Master an.
Ab Februar 2021 bietet das Institut für Innenarchitektur an der Hochschule Luzern - Technik und Architektur ein CAS Lichtgestaltung an. In diesem CAS werden umfangreiche Kompetenzen in der Gestaltung von Räumen mit Kunst- und Tageslicht vermittelt.
Auch einige Schauspielschulen und Akademien der Darstellenden Künste bieten nunmehr Ausbildungen zum Lichtdesigner an, zum Beispiel München.